# Kenshō
Kenshō (見性) es un término japonés de la tradición del budismo Zen, compuesto por los caracteres Ken, que significa "ver”, y shō con el que se entiende "Esencia, Naturaleza de Buda”.
El término Kensho define una primera intuición del despertar espiritual, y de aquella percepción de la vacuidad, que es el objetivo de la práctica Zen, propedéutica y no coincidente con la iluminación total.
El Kensho ha de tener un seguimiento con un entrenamiento ulterior, con el fin de que pueda dar fruto en la práctica, para profundizar esta primera visión y aprender a expresar el estado de conciencia en la vida cotidiana.

## Terminología
El término Kensho se alterna frecuentemente con el término Satori, que deriva del verbo sánscrito "satoru", que significa "realización, comprensión".
Según Fischer-Schreiber, Kenshō y Satori son, a grandes rasgos, sinónimos; pero Kenshō se diferencia por entenderse como una realización inicial, que ha de ser profundizada, y por satori se entiende la realización de la Naturaleza de Buda, aquella de alguien que ha alcanzado el despertar, o la de un Patriarca.
La Tradición Budista japonesa contiene una riqueza de términos que hacen referencia a "Iluminación": despertar ("kaku"), despertar verdadero ("shōgaku"), perfecto despertar, liberación ("gedatsu"), confirmación ("shō"), la Gran Muerte ("daishi"), Iluminación solitaria ("mushi dokugo"), penetración plena en la Naturaleza de Buda ("taigo tettei"), y Despertar completo y perfecto ("anokutara sanmyaku sanbodai"). También viene usado el término "Daigo". 
El término chino correspondiente a Kensho es "jianxing" (见性), compuesto por los caracteres "jian" 見: "ver, observar, percibir" y "xing" 性: "Naturaleza Original".
A su vez, los monjes budistas que compilaron las traducciones chinas de los sutras, tuvieron que afrontar numerosas complicaciones lingüísticas: de hecho, eligieron el término "jian" (見) para traducir el vocablo sánscrito "dṛś" (दृश्), que significa "ver, observar"; y el concepto budista de "visión, sabiduría", y el término "xing" 性 o "zixing" 自性: "propia Naturaleza", por aquel en sánscrito de "svabhāva" स्वभाव "Naturaleza Intínseca, Naturaleza Verdadera".
Por lo tanto, ,"jianxing" era la traducción de "dṛṣṭi - svabhāva": la visión de la propia Naturaleza Auténtica.
La primera referencia al término "jianxing", se puede encontrar en el Sutra de la Plataforma chino, que data del siglo VII d. C.
Traducciones sucesivas fueron las siguientes:
- "Kenshō" 見性 o ケンショウ en japonés.
- "Kyŏnsŏng" 견성 en coreano.
- "Kiến tính" en vietnamita.

## Algunas definiciones de los estudiosos del Zen
Algunos eruditos budistas han definido la experiencia del Kensho del siguiente modo:
Daisetsu Teitarō Suzuki: "Ver en la propia Naturaleza, o la apertura del Satori" [16] "Aquella adquisición de un nuevo punto de vista sobre nuestra relación con la vida y con el mundo es llamada “Satori" por los estudiantes japoneses. Es, en verdad, otro término usado para definir la Iluminación".
Dumoulin (1988 - 2005): "La Iluminación se describe aquí como una intuición de naturaleza íntima, en unión con toda la realidad, en un presente eterno, como una visión que elimina toda distinción. Esta Iluminación es el fulcro y el objetivo de la Vía del Zen. Hakuin prefiere el término "ver en la Naturaleza del Uno", entendiendo por éste la Realidad Absoluta, o también: Naturaleza de Buda, Dharmakaya, la Sabiduría Intuitiva, (prajna) y la Vacuidad (sunyata), el Rostro Original... Y otras expresiones de la paleta variopinta del vocabulario Mahayana, que eran todos los términos familiares, aprendidos a través de un estudio constante de los sutras y de la literatura Zen".
Peter Harvey (1990): "Es una salvadora realización de lo que sea la Naturaleza Intima de una persona. La Mente Original es conocida directamente como una Vacuidad Iluminante, como una Esencia dinámica e inmanente en el mundo".

## Para aprender más
El término "Kenshō" hace referencia a la realización de la no-dualidad entre sujeto y objeto, pero también puede ser aplicado en otros contextos diversos.
"Kenshō" no representa únicamente una sola experiencia, sino que a veces se refiere a una serie completa de realizaciones, desde la contemplación superficial, por parte de un principiante, de la naturaleza de la mente, hasta la visión equivalente a Bhumi, o a la propia Naturaleza de Buda. En todos estos casos, se realiza la misma experiencia, pero con grados diversos de claridad y profundidad.

### ¿Intuición o experiencia?
El Kensho es una intuición, una compresión de la Realidad tal como es. 
Las concepciones contemporáneas también lo definen como una “experiencia”. El término "Experiencia de la Iluminación" es tautológico en sí mismo, es como decir: "Kensho es una experiencia, como aquella del Kensho".
La noción de "experiencia" se adapta a una serie conocida de dicotomías: pura o inmediata, en vez de mediata, gradual; no cognitiva, en vez de cognitiva; intuitiva, en vez de intelectual; irracional, en vez de racional; inefable, en vez de discursiva; aproposicional, en vez de proposicional.
La noción de "Pura Experiencia" ("junsui kuiken") para entender y comprender el significado de Kensho fue introducida por Kitaro Nishida en su “Coloquio sobre el bien” (1911), bajo la influencia de una "alguna lectura idiosincrática suya de la Filosofía Occidental"; y sobre todo a través de William James, que escribió “The Varieties of Religious Experience”.
Victor Sogen Hori, erudito japonés, nota que Kitaro Nishida trató de expresar, a pesar del uso de la terminología occidental, el sentido de las enseñanzas básicas del Budismo Mahayana: "Él ha cogido prestado, por ejemplo, el término Junsui Keiken: "Experiencia Pura", de William James, pero más adelante llegó a decir que, mientras que para James la experiencia individual precedía a la experiencia pura, para él, la experiencia pura era la base de aquella individual. Este sentido invertido hace que la noción de Nishida sobre la Pura Experiencia reclame menos psicología de William James, y sin embargo se aproxime más a la noción Mahayana de Sunyata".
El erudito norteamericano Robert Sharf hace notar que "experiencia" es un término típicamente occidental, que ha encontrado su vía en la religiosidad asiática, a través de influencias occidentales. Además, la noción de experiencia enfatiza el Kensho, como si fuese el único objetivo del adiestramiento Zen donde, para el que "el aroma Zen" debiera ser eliminado, y la experiencia del Kensho hubiera de ser integrada en la vida cotidiana”.
En la Escuela Rinzai, este adiestramiento post-satori incluye el estudio y la maestría de grandes cantidades de Poesía Clásica china, que se encuentra distante de ser “universal” y de trascender la Cultura. Por el contrario, esta requiere haberse educado en un lenguaje específico, y con un comportamiento regulado por rígidas normas culturales.
Enfatizar el término "experiencia", reduce la dialéctica sofisticada de la doctrina y de la práctica Zen a meros conceptos abstractos o a una serie de técnicas entendidas para inculcar este tipo de experiencia.

## Experiencias de Kensho

### Ejemplos clásicos
Los textos Zen clásicos, como el "Kao-Seng-Chuan" (biografías de monjes eminentes, el elenco de transmisiones llamado “La transmisión de la Lámpara", o el ensayo "Yu-Lu", que cita dichos de Maestros - entre ellos aquellos del célebre Linchi Lu (en japonés: "Rinzai Roku")- y varias colecciones de koans, contienen relaciones de “experiencias de Iluminación”. Estos vínculos no son relaciones orales de experiencias presentes, sino composiciones eruditas escritas lustros o incluso, décadas después de los supuestos diálogos. 
El "Dentoroku": "La memoria de la Transmisión de la Lámpara", escrito por Keizan Jokin 瑩山紹瑾 (1268 - 1325), representa un ejemplo de este género. Este contiene memorias literarias de Patriarcas reconocidos en el linaje Soto, desde el Buda Shakyamuni, hasta sucesores de Dogen: Koun Ejo, en los que el Kensho juega un papel esencial. 
Las narraciones no se han de tomar como relatos literarios sobre el Despertar, sino como documentos para legitimar la Escuela de Dogen en la que, durante sus primeros años de existencia, se contemplaba un feroz conflicto interno a propósito de la definición del linaje correcto. El Dentoroku hace la siguiente narración sobre el Despertar de Dogen:

"Una vez, durante una noche tarde, en una sesión de Zazen, Ryujing dijo a los monjes: "Estudiar el Zen es soltar el cuerpo y la mente". Al escuchar estas palabras, el Maestro se despertó de improviso. Luego se personó en la habitación del Abad y encendió un incienso. Ryujing le preguntó: "¿Porqué has encendido el incienso?", Dogen respondió: "Cuerpo y mente se han soltado". Ryujing dijo: "Cuerpo y mente han dejado ir el abandono del cuerpo y la mente". Dogen dijo: “Es ésta una habilidad temporal; no me has de aprobar sin una razón". Ryujing replicó: "¡No te estoy aprobando sin razón alguna!" El Maestro preguntó: "¿Porqué no me estás aprobando sin una razón?". Ryujing dijo "¡Tu has soltado cuerpo y mente!". El Maestro se inclinó. Ryujing dijo:"Tu has soltado el soltar"

Aunque en la Tradición Zen exista una reacción en contra de hablar de la propia experiencia del Kensho, en los textos Zen se pueden encontrar algunos testimonios de ello en primera persona. Hakuin describió delsiguiente modo su primer Kensho, cuando tenía veitiún años:

"Sobre la medianoche de la séptima e última vigilia de mi práctica, el repicar de la campana de un templo lejano llegó a mis oídos: repentinamente, mi cuerpo y mi mente se esfumaron por completo. Pude percibir claramente hasta el polvo más sutil. Superado por el gozo, horadé hasta el fondo de mis vísceras, "¡El viejo Yen Tou está vivo y coleando!". Después de aquello, sin embargo, me convertí extremadamente orgulloso y arrogante"

Este tipo de Kensho no fue reconocido por el Maestro Shoju Rojin, que sometió a Hakuin a un ulterior adiestramiento con koans. Hakuin tuvo éxito, sin embargo, con un segundo Kensho, después del que habría dejado a su Maestro. Ocurrió cuando tenía cuarenta y un años, obteniendo así su “Gran Iluminación final". 

"Cuando Shoju le preguntó por el motivo por el que se había hecho monje, su respuesta – Lo había hecho porque tenía miedo de terminar en el infierno – había llevado al Maestro a hacer el desdeñoso comentario: "¡Eres una carroña egocéntrica!". No antes de dieciocho horas más tarde, con motivo de la obtención de su gran Iluminación total, Hakuin, a la edad de cuarenta y un años, habría aferrado el significado del reproche de Shoju, y con éste, el significado de "práctica después del Satori". Años más tarde, cuando Hakuin hizo a su propio discípulo Torei la misma pregunta, la respuesta del monje – Operar para la salvación de los seres que me son próximos - suscitó una carcajada en el Maestro: "¡Una mejor motivación que la mía!"

Keido Fukushima, un Abad Rinzai del siglo XX, dio la siguiente descripción:

“En Nanzenji había una pequeña colina. Con frecuencia paseaba por allí cerca, la observaba y, a menudo, sonreía a los escolares que caminaban a mi lado. Un día, mientras caminaba, miré la colina, y fue verdaderamente maravilloso: me perdí totalmente, como si no existiera un "yo". Permanecí inmóvil, mirando fijamente la colina. Algún estudiante paseaba, y uno de ellos dijo algo como: "¡Mira ese monje loco!". Al final salí de ello. La vida no fue nunca más igual para mí. Era libre...”.

Dentro de la literatura Zen, se pueden encontrar muchos otros testimonios. En Los tres pilares del Zen, Philippe Kapleau aporta diez casos diferentes de practicantes de su época, incluyendo su propio caso bajo las iniciales "KP". 
Otros casos famosos referidos personalmente, son aquel del Kensho del erudito Sekida , así como el de Satomi, que se hizo uno con el mu-koan, un tipo clásico de Kensho de la Sanbo Kyodan. . 
también es famoso el caso de la monja Maura Soshin O'Halloran, che aporta sus testimonios en la biografía Corazón Puro, Mente Iluminada

### "Kensho autodidacta"
Algunas veces, se da testimonio del Kensho obtenido sin la ayuda de un Maestro. Por ejemplo, Richard Clarke, que estudió con Philip Kapleau, afirmó haber obtenido Kensho espontáneo a la edad de 13 años. 
Dennis Genpo Merzel, a su vez, cuenta su experiencia del despertar en 1971:

"Fue en febrero de aquél año, yo tenía la edad de veintiséis. Había terminado mi segunda relación seria, y me sentía verdaderamente deprimido y en conflicto. Tenía la necesidad de encontrar un espacio propio así que, durante un fin de semana, me fui de camping con dos amigos al Desierto de Mojave. El viernes, escalé una montaña, solo. No sabía absolutamente nada sobre meditación o espiritualidad. Me senté allí, pensando en aquello que le estaba ocurriendo a mi vida. Me sentía mal, dada mi corta edad. Desde allí, podía ver mi roulotte Volkswagen aparcada a algunas millas, así como la casa alquilada para el fin de semana. Pero, al mismo tiempo, era consciente de que mi casa estaba aún más lejos, en Long Beach, California. Me vino a la mente, de modo natural, un koan: “¿Dónde está la casa?”. Improvisadamente, tuve una especie de intuición. Me sentí caer, y me hice uno con el Cosmos, con el Universo, con todas las cosas. En aquél momento, comprendí que mi casa estaba en todas partes, y que yo me encontraba más allá de cualquier descripción. Podríamos decir que obtuve la Gran Mente. Desde aquél momento, mi vida cambió por completo".

La literatura Zen aporta otras numerosas descripciones de “Kensho espontáneo”: el erudito Sekida indica el ejemplo de una mujer, a la que “la fuerte presión interior" ("gidan") no había nunca cesado de llamar a la puerta de su mente, pidiendo realizar: "Un día, cuando iba a darse un baño, sufrió un cambio insólito. A pesar de que tal cambio un tiempo más tarde sería confirmado como un Kensho por un Maestro, ella no tenía ni idea de lo que pudiera significar en aquél momento”.
Philip Kapleau narra a su vez el caso de un hombre que obtuvo un Kensho, descrito por un psicoanalista como "experiencia de conversión".

## Entrenamiento para alcanzar el kensho
Según el estudioso de Budismo, Ian Harris, “trabajar con el Kensho” representa generalmente un largo proceso, que se prolonga durante años, incluso décadas. 
Por el contrario, el Profesor Victor Hori hace notar que con un estudio intenso de los koans, se puede obtener una primera intuición con seis meses de práctica. Esta afirmación parece encontrar confirmación en la experiencia tenida por la monja Houn Jiyu-Kennett, quien precisamente obtuvo el Kensho después de seis meses de práctica en un Monasterio Soto.
Convendría entonces distinguir entre la experiencia del Kensho y la diversidad de alucinaciones y leves trastornos que pueden acaecer durante una práctica intensa. Estos se definen como "Makyo". Distinguirlos del verdadero Kensho, es el primer deber de un Maestro, en el caso de que un Discípulo creyese erróneamente el haber alcanzado la Iluminación al haber tenido una experiencia de este tipo.
Es conocido que el enfoque de la práctica del Kensho es diferente dependiendo de las tradiciones: mientras que la práctica tradicional Soto se distingue por un enfoque gradual, basado en sesiones de meditación sentada, con un poco frecuente estudio de los koans, permitiendo que la intuición llegue por sí misma, la práctica tradicional Rinzai es conocida por un uso intenso de los koans, con el fin de obtener el Kensho lo antes posible, para intensificar esta más tarde con un estímulo añadido.

### Variedad de entrenamientos

#### Rinzai-Shu
En la Escuela Rinzai, se considera al Kensho como algo indispensable al final di una práctica avanzada:

"En cierto momento, pasamos de la reclusión de la ignorancia y de las ilusiones, a la verdadera visión de la realización Zen: "Nuestra Iluminación es atemporal, aunque nuestra realización se produce en el tiempo”. De acuerdo con esta creencia, hacer experiencia de un momento de despertar en esta vida tiene una importancia fundamental "

.
En la práctica Rinzai, el practicante es estimulado a entrar por completo en el estudio del koan, a través de toda actividad cotidiana para hacerse uno consigo mismo.
La palabra Kensho, en tal caso, se usa para describir la primera brecha en el estudio del Koan.

#### Sōtō-shu
En la Escuela Soto, se reconocen dos tipos de Despertar: uno se refiere a la práctica de shikantaza, “la acción iluminada del Buda en el presente" ; el otro se refiere a la realización de pequeños puntos de comprensión, que poco a poco prepara el camino hacia un conocimiento intuitivo más profundo.
En tal circunstancia, se enfatiza el Genjo Koan o "Koan de cada día", que aparece naturalmente en la vida cotidiana. Los practicantes son estimulados a dirigirse activamente hacia la experiencia del Kensho. En la práctica Soto, a los Kensho "Se les permite que ocurran naturalmente, como un producto de la práctica" [59]

#### En la Sanbo Kyodan
El Kensho juega también un papel central en la práctica de la Sanbō Kyōdan, organización laica de Estados Unidos de América, que tuvo un papel decisivo en la transmisión del Zen en dicho país.[60] Yasutani Roshi, Maestro fundador de la Sanbō Kyōdan, y discípulo del ecléctico Maestro Soto Harada Daiun Sogaku, se desilusionó por la pérdida de interés por la práctica del Kensho en su Tradición dando, por tanto, en su transmisión un énfasis al entrenamiento con koans parecido a aquel de la Escuela Rinzai, tomando ejemplo de su Maestro japonés[61]:
"Él era explícito de palabra, especialmente refiriéndose al objetivo del Kensho, ver la Verdadera Naturaleza del Uno. Habló al respecto de un modo más abierto que cualquiera de su tiempo, llegando tan a fondo en su trabajo, que obtuvo un reconocimiento público de todos aquellos que tuvieron una experiencia del Kensho, en una ceremonia post-sesshin en la que se postraron agradecidos ante los Tres Tesoros[62]".

## Práctica después del kenshō
Está claro que la práctica Zen no finaliza con el Kensho, pero sí que se reinicia, en un modo maduro, continuando con la profundización de las intuiciones que la práctica proporciona, y a encontrarlas y expresarlas en la vida cotidiana.[64] [65][66][67]
Según el Maestro Chan contemporáneo Sheng: 

Las expresiones del Chan se refieren a la Iluminación como "ver la Naturaleza de Sí mismo". Pero esto no es ni siquiera suficiente. Después de haber visto la propia Naturaleza del Sí mismo, se precisa profundizar la experiencia aún más, y llevarla a la maduración definitiva. Se debería obtener cada vez más realización, y apoyarla con una práctica continuada. Aunque el Chan afirma que en el momento del Kensho tu mirada es la misma que la del Buda, tu no eres todavía plenamente un Buda "

.
Según la Maestra inglesa contemporánea Hoen Jiyu - Kennett:

Se puede tener fácilmente la impresión de que realización, Kensho, cualquier experiencia de Iluminación, o como se quiera llamar, sea el final de la práctica Zen. No es así. Por el contrario, se trata de un nuevo inicio, la entrada en una fase más madura. Tomarla como una conclusión y sentirse satisfecho con esta experiencia, sin iniciar una práctica que la pueda profundizar y extender, es una de las mayores calamidades que yo pueda conocer. Se debe haber un desarrollo continuo, sino permaneceréis como estatuas de madera sobre un pedestal, que han de ser espolvoreadas, y no se incrementará la vida del Buda[69].

Para profundizar la intuición inicial derivada del Kensho, son necesarios Shikantaza y el estudio de los Koans. La trayectoria que deriva de esta profundización, seguida de una maduración gradual, es expresada por el gran Patriarca Linji Yixuan (en japonés Rinzai Gigen) en su "Las Tres Puertas Misteriosas", así como en las "Cuatro Vías del Conocimiento" de Hakuin Ekaku [70], y en "Las diez imágenes del buey" de Mumon, que muestran los pasos sucesivos de la Vía Budista para la Liberación.

### Seitai Choyo
Un nombre ulterior para la práctica sucesiva hacia el Despertar total es, a su vez Seitai Choyo (la "Gran Nutrición del Feto Sacro)". 
Según el erudito Kraft, una de las primeras expresiones de este término se halla en una traducción china del Prajnaparamitra “Sutra de los Soberanos Benevolentes que protegen al pueblo”. 
En los textos Chan, en su lugar, el término es usado por primera vez por Mazu (en japonés Baso Doitsu, 709 - 788), e introducido en Japón por Dogen, que a su vez lo aprendió de su Maestro T'ien t'ung Ju-ching (1163-1228).
Durante la Era Tang, el término se asocia con el ideal del monje de clausura que abandona el mundo.
Se toma como modelo un periodo de “veinte años", recreando una historia del Sutra del Loto que se refiere a un hijo pródigo que, había vagado en la pobreza durante veinte años, antes de volver a casa.
Este tipo de periodo viene citado en diferentes ocasiones en la tradición Chan, como por ejemplo con Linji, conocido por haber practicado durante veinte años con Huang -,Po,[77] y Daito Kokushi, fundador del Daitoku-Ji, famoso por haber vivido durante veinte años con vagabundos, bajo un puente”.

### Desarrollar la Bodhicitta
Según Hakuin, el objetivo principal de la práctica posterior al Satori: "Gogo no shugyo" o "Kojo": "Ir más allá", es aquel de desarrollar la Bodhicitta o "Mente de la Iluminación" : "Beneficiar a los demás donándoles las enseñanzas del Dharma .
Según el Maestro Yamada Koun, heredero de Yasutani Roshi: "Si no llegas sufrir con una persona que está llorando, no es Kensho";  y según el estudioso Barry: “Para Hakuin, la práctica posterior consiste en cesar finalmente de estar preocupados por la propia condición personal, y por la obtención propia, y dedicar esta propia práctica a ayudar y enseñar a los demás. Finalmente, se realiza que la Verdadera Iluminación consiste en una práctica sin fin en el actuar en estado de conciencia, y no algo que llega de una sola vez en un momento excepcional, sentados sobre un cojín”.Barbara O'Brien, What Is Enlightenment? And How Do You Know When You've "Got" It? Archivado el 26 de agosto de 2014 en Wayback Machine.</ref>{{refn|group=note|See also Katsuhiro Yoshizawa, The Religious Art of Zen Master Hakuin, pp.41-45, "Constant practice of the Four Universal Vows"..</ref>

## Intuición de improviso o subitismo
El Kensho se describe como una intuición de improviso, ante la interacción con alguien, gracias a la escucha o a la lectura de alguna frase significativa, o por la percepción de un sonido o de una situación inesperada. La idea de "Intuición de improviso" ha sido intensamente debatida desde el inicio de la historia del Zen. Se convierte incluso en parte de la narrativa Zen durante el siglo VII d. C.
Jinul Chinul, un Maestro Seon coreano del siglo XII, ponía en evidencia la naturaleza repentina de la intuición de la Verdadera Naturaleza, que ha de ser seguida por una práctica para profundizar la visión y obtener la verdadera realización. El Maestro coreano contemporáneo Seongcherol opone a esta idea el dicho "Iluminación repentina, cultivación repentina". Pero Hoan Jiyu-Kennett, una Maestra Zen contemporánea, advierte que obtener el Kensho no significa permanecer libres de seguir una moralidad, las leyes del Karma, o del vigilar las consecuencias de una acción. Esta advertencia se refleja en el Koan del Zorro Salvaje.

## Mushi-dokugo y mushi-dokkaku
El Kensho se define como Mushi - Dokugo si se obtiene con la ayuda de un Maestro, o "Mushi - Dokkaku", si es fruto de un trabajo individual. Algo parecido, aunque no indéntico, a la figura del pratyeka-buddha.
A pesar de que el significado literal de ambos sea “Iluminado por Sí mismo”, el énfasis en Zen, usando estos términos, se pone en la confianza última en la propia visión, en vez que en la autoridad de un Maestro. El Maestro Shin Ichi Hisamatsu afirma :

Se trata del Despertar como verdadero Maestro de quien lo ha alcanzado. Para Shakyamuni, el Despertar era el propio Maestro. En otras palabras, el Sí realizado es el Maestro del practicante. Más allá de la obtención del Despertar de este Maestro, no existe ningún Despertar. En este caso, practicante y maestro son un solo cuerpo, no dos. En lugar de obtener otra verificación, o confirmación del propio Despertar, es el practicante quien la puede hacer por sí mismo. Naturalmente que en este caso el Sí verificado, y el Maestro que verifica son indivisibles. En el ser completamente idénticos, se da la autónoma, independiente o auténtica naturaleza de la autenticidad

## Afinidades con otras tradiciones
También el término japonés "Kensho" se usa generalmente por practicantes budistas Zen, más la experiencia a la que este se refiere no se limita a esta tradición japonesa, o al Budismo en general.

### Budismo Theravada
El Budismo Theravada, conocido mayormente en Occidente gracias al trabajo de los grandes Maestros de la Sangha del Bosque y del movimiento Vipassana, distingue cuatro fases de iluminación, en las que el nirvana se obtiene a través de cuatro grados de intuición, llamados Jhana, que, uno después del otro, describen las etapas de la meditación que conduce desde una conciencia común a los escenarios del Despertar.

### Dzogchen
La Escuela esotérica Dzogchen del Budismo Vajrayana afirma que la Naturaleza definitiva de todos los seres sensibles es pura, omnicomprensiva, de toma de conciencia natural, o de atención eterna hacia los acontecimientos naturales. Esta atención intrínseca no tiene forma por sí misma, está en grado de percibir, experimentar, reflexionar o expresar todas las formas. Actúa sin ser afectada por las formas relativas de cada vía definitiva y permanente. La analogía fornida por los Maestros Dzogchen hace reflexión de que la naturaleza del Uno es como un espejo que refleja la apertura completa a los fenómenos, incluso no estando apegada a aquello que refleja. En el Budismo Tibetano se define "Rigpa" el conocimiento que sigue al reconocimiento de este tipo de claridad, que no se puede encontrar en una búsqueda intelectual ni identificada. El practicante, de este modo, puede llegar a conocer que existe una libertad primordial hacia el apego de la propia mente.

### Advaita Vedanta
En el Advaita Vedanta, antigua tradición interna de la religión india, moksha se obtiene desde el conocimiento intuitivo, "Jnana". Entre los textos del Filósofo Shankara, la intuición sintética, Samadhi se usa como ayuda para este objetivo. Swami Vivekananda insiste en la experiencia del "Nirvikalpa Samadhi" como un modo de demostrar la validez del conocimiento trascendental de la religión.